# کلیتسه
کلیتسه (به لهستانی:  Klice) یک روستا در لهستان است که در گمینا رگیمین واقع شده‌است.